# 宮本潤子
宮本 潤子（みやもと じゅんこ、本名･宮本 潤子、1956年12月24日 - ）は愛媛県宇摩郡土居町（現在の四国中央市）出身のフリーアナウンサー。
愛媛県立新居浜西高等学校・共立女子大学文芸学部日本文学コースを卒業後、高知放送アナウンサー室勤務。その後フリーとなり、1990年からNHKや民放各局で、報道キャスター・リポーターとして活動すると同時に、座談会・イベント関係の司会を務める。
1994年11月からは浅井企画に所属。引き続きNHK衛星放送や在京キー局各局、CS放送などで、メインキャスター・司会・レポーターなどを務めている。

## 主な出演番組
テレビ
- NHK総合・教育…『ニュースセンター首都圏』『暮らしの情報』『婦人百科』
- フジテレビ…『ビッグトゥデイ』
- 千葉テレビ…『ザ・サンデー千葉市』

ラジオ
- NHKラジオ第1…『ラジオ夕刊』『ほっとタイム131』

ほか